# Chlorophytum immaculatum
Chlorophytum immaculatum är en sparrisväxtart som först beskrevs av Frank Nigel Hepper, och fick sitt nu gällande namn av Inger Nordal. Chlorophytum immaculatum ingår i släktet ampelliljor, och familjen sparrisväxter. Inga underarter finns listade i Catalogue of Life.